# کیرنگا
کیرنگا (به لاتین: Kirenga) یک رود در روسیه است که در استان ایرکوتسک واقع شده‌است. این رود به دریاچه بایکال می‌ریزد.